# Simão, o Caolho
Simão, o Caolho é um filme brasileiro, rodado em 1952, dirigido por Alberto Cavalcanti e produzido em preto e branco pela Companhia Cinematográfica Maristela, tendo estreado em 1 de dezembro do mesmo ano nos cinemas do Circuito Serrador.
Alberto Cavalcanti utilizou-se da mesma ideia central de Dead of Night, filme do diretor rodado alguns anos antes na Inglaterra, no qual a razão e a loucura estão separadas por uma tênue linha.

## Enredo
Ambientado nos anos 30, baseado em crônicas de Galeão Coutinho é a história de um homem caolho que desejava a qualquer custo recuperar seu olho perdido, e para isso se sujeita às mais loucas experiências.

## Elenco
- Mesquitinha - Simão
- Rachel Martins - Marcolina
- Isaura Bruno - Cassandra
- Iara de Aguiar - Conchetta
- Sonia Coelho - Moreninha
- Nair Bello - Cida
- Carlos Araújo- Santo
- Gessy Fonseca - Miriam
- Maurício de Barros - Tonico
- Borges de Barros - Genésio
- Cláudio Barsotti - Raul

## Prêmios
- Vencedor do prêmio de melhor diretor da Associação Brasileira de Cronistas Cinematográficos do Rio de Janeiro.
- Ganhou também o Prêmio Saci de melhor diretor, ator coadjuvante (Cláudio Barsotti) e adaptação de 1952.